# Trận Ishibashiyama
Trận Ishibashiyama (石橋山の戦い Ishibashiyama no tatakai, Trận Thạch Kiều Sơn) là trận đánh đầu tiên Minamoto no Yoritomo, người sẽ trở thành shogun một thập kỷ sau đó, chỉ huy quân đội Minamoto. Trong trận đánh này, nỗ lực đầu tiên của ông nhằm thách thức nhà Taira, ông được trợ giúp từ các chiến binh từ gia tộc Miura.
Yoritomo đã bị Taira no Kiyomori lưu đày sau loạn Heiji. Khi Kiyomori nghe tin Yoritomo đã rời Izu và đang tiến đền đèo Hakone, ông cử Oba Kagechika đến để chặn Yoritomo lại. Và ông đã thành công, với một trận tấn công bất ngờ vào ban đềm.
Trận đánh diễn ra ở ngoài tổng hành dinh của Yoritomo, tại thành phố Kamakura, và là một trong những trận đánh đẫm máu trong Chiến tranh Genpei.